# کلاودیو ارملی
کلاودیو ارملی (انگلیسی: Claudio Ermelli؛ ۲۴ ژوئیه ۱۸۹۲ – ۲۹ اکتبر ۱۹۶۴) بازیگر اهل ایتالیا بود. 
از فیلم‌هایی که وی در آن نقش داشته است، می‌توان به ورای عشق، تعطیلات در رم، صومعه پارم، واکسی، شنل، وداع با اسلحه، عاشق مجنون‌وار، دون پاسکواله، دکتر آنتونیو، معشوقه پنهانی، افسانه فاوست و صدای بی رخ اشاره کرد.